# Nazi-Bugash
Nazi-Bugaš est un roi usurpateur de Babylone en 1333 av. J.-C. En effet, peu après la mort de Burna-Buriash II, il renverse et tue le roi Kara-hardash. Cependant, ce dernier étant le fils du roi précédent et de la fille du roi assyrien Assur-uballit Ier, il entraîne une réaction de ce dernier qui installe son petit-fils Kurigalzu II sur le trône babylonien.